# Harald Wurm
Pour les articles homonymes, voir Wurm.
Harald Wurm, né le 8 septembre 1984 à Schwaz, est un fondeur autrichien, spécialiste du sprint. 

## Biographie
En 2002, il fait ses débuts internationaux et participe à la Coupe du monde, puis marque ses premiers points en 2005 à Nové Město na Moravě avec une huitième place. Il réalise son meilleur résultat individuel quelques mois plus tard avec une 7e place à Düsseldorf. Dans cette même localité, il est quatrième d'un sprint par équipes en 2010.
Chez les jeunes, il termine cinquième du sprint aux Championnats du monde junior en 2004 à Stryn et gagne le sprint aux Championnats du monde des moins de 23 ans en 2006 à Stryn.
Il participe aux Jeux olympiques d'hiver de 2006 où il passe les qualifications en sprint mais est éliminé en quarts de finale. Il devient cette année champion du monde des moins de 23 ans de sprint.
Aux Jeux olympiques d'hiver de 2014, à Sotchi, il est 22e du sprint libre et 16e du sprint par équipes.
En novembre 2015, il subit des allégations de dopage et est alors suspendu par sa fédération. 

## Palmarès

### Jeux olympiques
| Épreuve / Édition | Sprint | Sprint                           | 15 km                            | 15 km     | Poursuite / Skiathlon 2 × 15 km | 50 km | Relais | Relais    |
| Épreuve / Édition | libre  | classique                        | libre                            | classique | Poursuite / Skiathlon 2 × 15 km | 50 km | Sprint | 4 × 10 km |
| JO 2006 Turin     | 24e    | Épreuve inexistante à cette date | Épreuve inexistante à cette date | —         | —                               | —     | —      | —         |
| JO 2014 Sotchi    | 22e    | Épreuve inexistante à cette date | Épreuve inexistante à cette date | —         | —                               | —     | 16e    | —         |

### Championnats du monde
Son meilleur résultat aux Championnats du monde est une septième place en sprint par équipes en 2013.
| Épreuve / Édition           | Sprint                           | Sprint                           | 15 km                            | 15 km                            | Poursuite / Skiathlon 2 × 15 km | 50 km libre | Relais | Relais    |
| Épreuve / Édition           | libre                            | classique                        | libre                            | classique                        | Poursuite / Skiathlon 2 × 15 km | 50 km libre | Sprint | 4 × 10 km |
| Mondiaux 2007 Sapporo       | Épreuve inexistante à cette date | 40e                              | —                                | Épreuve inexistante à cette date | —                               | —           | —      | —         |
| Mondiaux 2009 Liberec       | 54e                              | Épreuve inexistante à cette date | Épreuve inexistante à cette date | —                                | —                               | —           | —      |           |
| Mondiaux 2011 Oslo          | 53e                              | Épreuve inexistante à cette date | Épreuve inexistante à cette date | —                                | —                               | —           | —      | —         |
| Mondiaux 2013 Val di Fiemme | Épreuve inexistante à cette date | —                                | —                                | Épreuve inexistante à cette date | —                               | —           | 7e     | —         |
| Mondiaux 2015 Falun         | Épreuve inexistante à cette date | —                                | —                                | Épreuve inexistante à cette date | —                               | —           | 12e    | —         |

Légende :
- : pas d'épreuve
- — : Non disputée par Wurm

### Coupe du monde
- Meilleur classement général : 71e en 2013.
- Meilleur résultat individuel : 7e.

#### Classements par saison
| Saison/Classement | Saison/Classement | Général | Général | Sprint | Sprint |
| ----------------- | ----------------- | ------- | ------- | ------ | ------ |
| Saison/Classement | Saison/Classement | Class.  | Points  | Class. | Points |
| 2005              | 2005              | 78e     | 32      | 35e    | 32     |
| 2006              | 2006              | 85e     | 50      | 32e    | 50     |
| 2007              | 2007              | 149e    | 5       | 76e    | 5      |
| 2008              | 2008              | 117e    | 16      | 80e    | 16     |
| 2009              | 2009              | 148e    | 11      | 87e    | 11     |
| 2010              | 2010              | 165e    | 8       | 94e    | 8      |
| 2011              | 2011              | 122e    | 19      | 72e    | 19     |
| 2013              | 2013              | 71e     | 62      | 32e    | 62     |
| 2014              | 2014              | 98e     | 43      | 48e    | 43     |

### Championnats du monde des moins de 23 ans
- Médaille d'or du sprint en 2006 à Kranj.

### Championnats d'Autriche
- Champion d'Autriche du sprint en 2008.